# Eva-Maria Pfaffen
Eva-Maria Pfaffen (* 25. Oktober 1963 in Ausserberg) ist eine Schweizer Künstlerin. Sie ist primär als Bildhauerin, Installations- und Objektkünstlerin tätig.

## Leben
Pfaffen wuchs in Aussenberg im Kanton Wallis auf. Sie absolvierte von 1982 bis 1985 eine Ausbildung zur Kinderkrankenschwester in Basel. Ab 1988 absolvierte sie den Vorkurs an der Hochschule für Gestaltung und Kunst  in Basel. Von 1992 bis 1995 studierte sie Design und Kunst an der Hochschule Luzern und schloss mit einem Bachelor ab. Von 1995 bis 1996 hatte sie eine Assistenz an ihrer Alma Mater. Seit 1995 ist sie freischaffend tätig. Seit 2001 ist sie Dozentin an der Hochschule Luzern.

## Werk
Pfaffens Werke sind häufig raumfüllende Installationen mit ungewöhnlichen Materialien. So erstellte sie im Jahr 2000 ein Werk von einer Grösse von ungefähr 18 Quadratmetern aus Metzgerpapier.

## Auszeichnungen
- Förderpreis der Alfred Grünwald-Stiftung: 1995[4]
- Eidgenössischer Preis für freie Kunst: 1996
- Bourse d'encouragement à la création de l'Etat du Valais: 1997
- Atelierstipendium in Locarno: 2018